# Valikamam

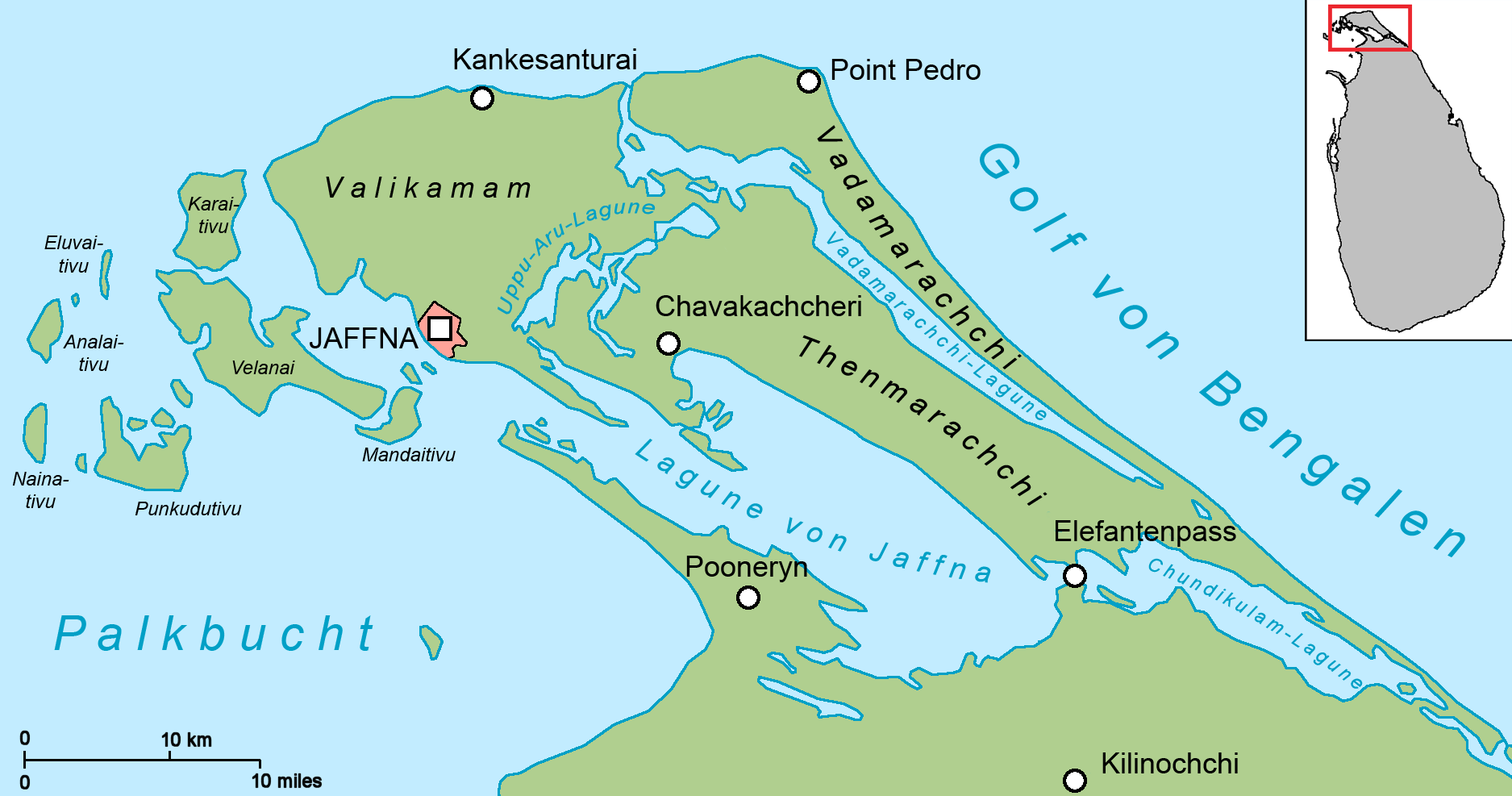
Karte der Jaffna-Halbinsel

Valikamam (Tamil: வலிகாமம் Valikāmam [ˈʋaliɡaːmʌm]) ist eine Region auf der Jaffna-Halbinsel in der Nordprovinz Sri Lankas.
Die Valikamam-Region nimmt den Westteil der Jaffna-Halbinsel ein. Im Osten wird sie durch die Uppu-Aru-Lagune von der Region Thenmarachchi und durch die Vadamarachchi-Lagune von der Region Vadamarachchi getrennt. Im Westen ist eine Gruppe von Inseln vorgelagert. Verwaltungsmäßig gehört Valikamam zum Distrikt Jaffna und umfasst die Divisionen Jaffna, Nallur, Valikamam East, Valikamam North, Valikamam South, Valikamam South-West und Valikamam West.
Die Stadt Jaffna, der Hauptort der Halbinsel, gehört zur Valikamam-Region. Auch sonst ist Valikamam dicht besiedelt: Auf 333 Quadratkilometern leben rund 373.000 Menschen (Stand 2012). Damit konzentrieren sich in Valikamam zwei Drittel der Gesamtbevölkerung der Jaffna-Halbinsel auf nur ein Drittel der Fläche.